# اعتلال عصبي بصري
الاعتلال العصبي البصري (بالإنجليزية: Optic neuropathy)‏ يشير إلى ضرر في العصب البصري ولأي سبب. تضرر أو موت الخلايا العصبية أو عصبون يؤدي إلى الصفات المميزة للاعتلال العصبي البصري.
يعد فقدان البصر ومشاكل رؤية اللون في العين المصابة من أببرز أعراض الاعتلال العصبي البصري.
يمكن رؤية رأس العصب البصري بواسطة تنظير قاع العين. ويمكن ملاحظة قرص باهت في حالة الاعتلال العصبي البصري الذي استمر لمدة طويلة. وفي حالات كثيرة، لا يمكن للمريض الذي يعاني من عين واحد مصابة فقط من ملاحظة فقدانه لإبصار ألوان معينة إلا عندما يطلب منه الطبيب من تغطية العين السليمة أثناء الفحص.
يسمى الاعتلال العصبي البصري بالضمور البصري للتعبير عن فقدان فقدان بعض أو أغلب ألياف العصب البصري. ولأن كلمة الضمور في الطب تدل على الانكماش لكن مع القدرة على إعادة النمو، لذلك فإن البعض يرى أن الضمور البصري من الناحية المرضية يعطي معنى خاطئا ويفضل استخدام مصطلح «اعتلال عصبي بصري».

## الأسباب
- الاعتلال العصبي البصري الإقفاري.[2]
  - الاعتلال العصبي البصري الإقفاري الخلفي
  - الاعتلال العصبي البصري الإقفاري الأمامي
  - الاعتلال العصبي البصري بالإشعاع
  - بعض العلاجات المستخدمة في علاج التهاب الكبد الفيروسي ج بأدوية ريبافيرين وبيغنتيرفيرون.[3]
- التهاب العصب البصري، ومن أسبابه:[4]
  - التهاب العصب البصري المعزول المفرد
  - التهاب العصب البصري المعزول المنتكس
  - الاعتلال العصبي البصري الالتهابي المزمن المنتكس
  - الالتهاب المياليني للعصب البصري
  - التصلب المتعدد المترتبط بالتهاب العصب البصري
  - التهاب العصب البصري غير المصنف
- الاعتلال العصبي البصري الضاغط
- الاعتلال العصبي البصري الارتشاحي
- الاعتلال العصبي البصري الرضي
- الاعتلالات العصبية البصرية الميتوكندريوني

الميتوكندريا لها دور في الحفاظ على خلايا عقدة شبكية العين بسبب حاجتها للطاقة. أي ضرر في الحمض النووي في الميتوكندريا أو نقص في الفيتامينات أو الكحول أو دواء معين واستهلاك التبوغ من الممكن أن يؤثر على الميتوكندريا ويؤدي إلى اعتلال عصبي بصري أساسي أو ثانوي.
- - الاعتلال العصبي البصري التغذوي
  - الاعتلال العصبي البصري السمي
  - الاعتلال العصبي البصري الوراثي
    - اعتلال لبر العصبي البصري الوراثي[6]
    - اعتلال كير العصبي البصري
    - متلازمة بهر
    - متلازمة برك-تاباتزنيك[7]

### اعتلال العصب البصري التغذوي
قد يكون الاعتلال العصبي البصري التغذوي موجودًا لدى المريض مع وجود دليل واضح على نقص التغذية (فقدان الوزن والهزال). عادة ما تكون أشهر النضوب ضرورية لاستنفاد مخزون الجسم من معظم العناصر الغذائية. غالبًا ما يعاني مرضى نقص التغذية من العديد من الفيتامينات ونقص المغذيات ولديهم مستويات منخفضة من بروتين المصل. ومع ذلك، يمكن رؤية اعتلال العصب البصري المرتبط بفقر الدم الخبيث ونقص فيتامين بي12 في الأشخاص الذين يتغذون جيدًا. قد تؤدي جراحة المجازة المعدية أيضًا إلى نقص فيتامين بي12 بسبب ضعف الامتصاص.
قد يلاحظ المرضى الذين يعانون من اعتلال العصب البصري التغذوي أن الألوان ليست زاهية أو زاهية كما كانت من قبل وأن اللون الأحمر يتلاشى. يحدث هذا عادة في كلتا العينين في نفس الوقت ولا يرتبط بأي ألم في العين. قد يلاحظون في البداية تشويشًا أو ضبابًا، متبوعًا بضعف في الرؤية. في حين أن فقدان البصر قد يكون سريعًا، إلا أن التقدم إلى العمى أمر غير معتاد. يميل هؤلاء المرضى إلى الحصول على نقاط عمياء في مركز رؤيتهم مع الحفاظ على الرؤية المحيطية.